# Eurocopter AS355 Écureuil 2
El Eurocopter (actualment Airbus Helicopters) AS355 Écureuil 2 (o Twin Squirrel) és un helicòpter utilitari fabricat originalment per Aérospatiale en França (més tard part del Eurocopter Group, actualment Airbus Helicopters). L'AS355 es comercialitza a Nord-amèrica amb el nom de TwinStar.

## Disseny i desenvolupament
Aérospatiale n'inicià el desenvolupament a principis de la dècada del 1970 per substituir l'Aérospatiale Alouette II. El primer vol tingué lloc el 27 de juny el 1974.
Una versió bimotora, coneguda com a Écureuil 2, Twin Squirrel o, a Nord-amèrica, TwinStar, emprengué el seu primer vol el 28 de setembre del 1979.
Malgrat la introducció del Eurocopter EC130 el 2001, la producció de l'AS350 i l'AS355, així com dels seus equivalents militaritzats AS550 i AS555 Fennec, continuà durant un temps. El 2007 entrà en servei la variant AS355 NP variant, més eficient i equipada amb motors FADEC. El setembre del 2015, Airbus Helicopters anuncià que posaria fi a la fabricació de l'AS355 en el marc d'una estratègia de concentració en aeronaus d'ala giratòria de major èxit en el mercat. En canvi, l'AS350 es continua fabricant. Es preveu que la producció de l'AS355 continuï fins al 2016, quan s'haurà executat la cartera de comandes existent.